# 1816

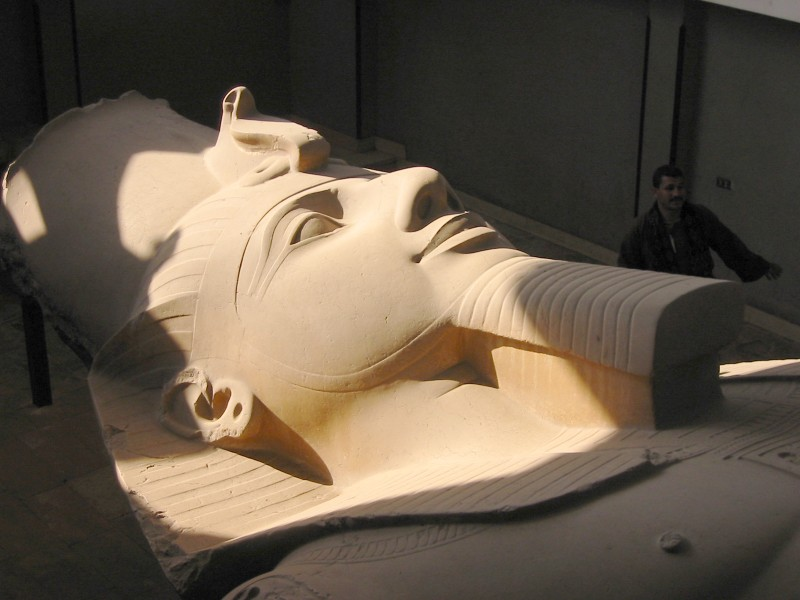
Ramses II

Het jaar 1816 is het 16e jaar in de 19e eeuw volgens de christelijke jaartelling. Dit jaar wordt ook wel het jaar zonder zomer genoemd. Overal ter wereld vinden extreme weerssituaties plaats, zoals sneeuwval in hartje zomer in Nederland. Dit alles wordt veroorzaakt door de uitbarsting van de vulkaan Tambora in Nederlands-Indië (tegenwoordig: Indonesië) in het voorgaande jaar.

## Gebeurtenissen
januari
- 9 - Frederik Willem van Nassau-Weilburg wordt als vorst van Nassau opgevolgd door zijn zoon Willem.

februari
- 20 - Dichter Rhijnvis Feith wordt benoemd tot ridder in de Orde van de Nederlandse Leeuw.
- 21 - In Sint-Petersburg trouwt de prins van
Oranje met grootvorstin Anna Paulowna, zuster van tsaar Alexander I van Rusland.
- 26 - Oprichting studentensociëteit Placet hic Requiescere Musis door het Senatus Veteranorum van het Utrechtsch Studenten Corps.
- 27 - Het Britse tussenbewind draagt de kolonie Suriname over aan de Nederlandse interim-gouverneur Willem Benjamin van Panhuys.

maart
- 24 - Frederik August van Nassau-Usingen wordt als hertog van Nassau opgevolgd door zijn achterneef Willem.

april
- 1 - Een Koninklijk Besluit wordt van kracht met een nieuwe kerkorde voor de Nederduits Gereformeerde Kerk: het Algemeen Reglement. De naam wordt gewijzigd in Nederlandse Hervormde Kerk.
- 10 - Op voorstel van president Madison wordt de Second Banc of the United States gesticht.
- 16 - De zwaarste slavenopstand die Barbados gekend heeft, begint onder aanvoering van Bussa.
- april - De Drachenfels wordt bezocht door Lord Byron, die de berg en de oude burcht vereeuwigt in zijn gedicht Childe Harold's Pilgrimage. Dit levert de berg internationale bekendheid op. De Drachenfels wordt al snel een van de hoogtepunten van de Rijnromantiek.

mei
- 2 - De van Curaçao afkomstige scheepscommandant Pedro Luis Brión verslaat in de Venezolaanse onafhankelijkheidsoorlog de Spanjaarden in de zeeslag bij Los Frailes. Op de dag van zijn overwinning wordt hij benoemd tot admiraal door Simon Bolivar. Door hun overwinning hebben de opstandelingen Isla Margarita onder controle gekregen en daarmee de Venezolaanse kust tot aan Guayana.

juni
- 1 - Overeengekomen tijdens het Congres van Wenen draagt koninkrijk Pruisen zijn voormalige Kleefse enclaves in de Liemers en de Over-Betuwe over aan Nederland. In ruil daarvoor wordt voormalig Nederlands grondgebied tussen 's-Heerenberg en Emmerik en Schenkenschanz Pruisisch.
- 26 -Na de val van Napoleon wordt ten zuiden van Vaals het dwergstaatje Neutraal Moresnet opgericht.
- juni - De HMS Defiance verschijnt als eerste stoomboot op de Rijn.

juli
- 27 - Giovanni Battista Belzoni begint met de verplaatsing van het kolossale beeld van Ramses II vanuit het Ramesseum naar de Nijl die hij op 12 augustus bereikt.

augustus
- 15 - In Mainz komt voor het eerst de Centrale Commissie voor de Rijnvaart bijeen, ingesteld door het Congres van Wenen. Doel is de vrije handelsvaart door het wegnemen van de riviertollen.
- 18 - Nederlands-Indië wordt door de Britten aan Nederland teruggegeven.
- 21 - Invoering van het Nederlands metriek stelsel. De namen van traditionele maten en gewichten als roede,  el en schepel worden gehandhaafd, maar ingepast in het internationale metriek stelsel.
- 27 - Bombardementen op Algiers door een gecombineerd Brits-Nederlands-Franse vloot onder viceadmiraal Edward Pellew en Theodorus Frederik van de Capellen. De bey wordt gedwongen 1000 christen-slaven vrij te laten en een verdrag tegen zeeroverij te ondertekenen.

september
- 13 - In Texas hijst de Mexicaanse opstandelingenleider José Manuel de Herrera de rebellenvlag, en verklaart het gebied deel van de onafhankelijke Republiek Mexico. Hij benoemt de Franse piraat Louis Michel Aury tot gouverneur van Texas, met Galveston als zetel.
- 16 - De paus ondertekent het decreet dat de regels en statuten van de Congregatie van Zusters van Liefde van Jezus en Maria in Gent goedkeurt.
- 18 - Ook in het muntstelsel voert Nederland het decimale stelsel in. Er komt een zilveren gulden die verdeeld is in 100 centen in plaats van 20 stuivers. Verder worden een gouden tientje en een drieguldenstuk in omloop gebracht.

oktober
- 30 - Willem I volgt zijn vader Frederik I op als koning van Württemberg.

november
- 7 - De verwijdering tussen koning Willem I en Gijsbert Karel van Hogendorp culmineert in het ontslag van de minister van Buitenlandse Zaken. Hij bleef zich verzetten tegen invoerrechten op producten uit Groot-Brittannië, terwijl de vorst die nodig vindt om de industrie in de zuidelijke provincies te beschermen.

december
- 12 - Koning Ferdinand van Napels en Sicilië voegt zijn rijken samen tot het [[Koninkrijk der Beide

zonder datum
- De Franse arts René Laënnec vindt de stethoscoop uit.

Siciliën]].

## Muziek
- Op 20 februari gaat in Rome de opera De barbier von Sevilla van Gioachino Rossini in première.
- Franz Schubert componeert zijn Symfonie nr. 5 in Bes gr.t. D 485

## Bouwkunst

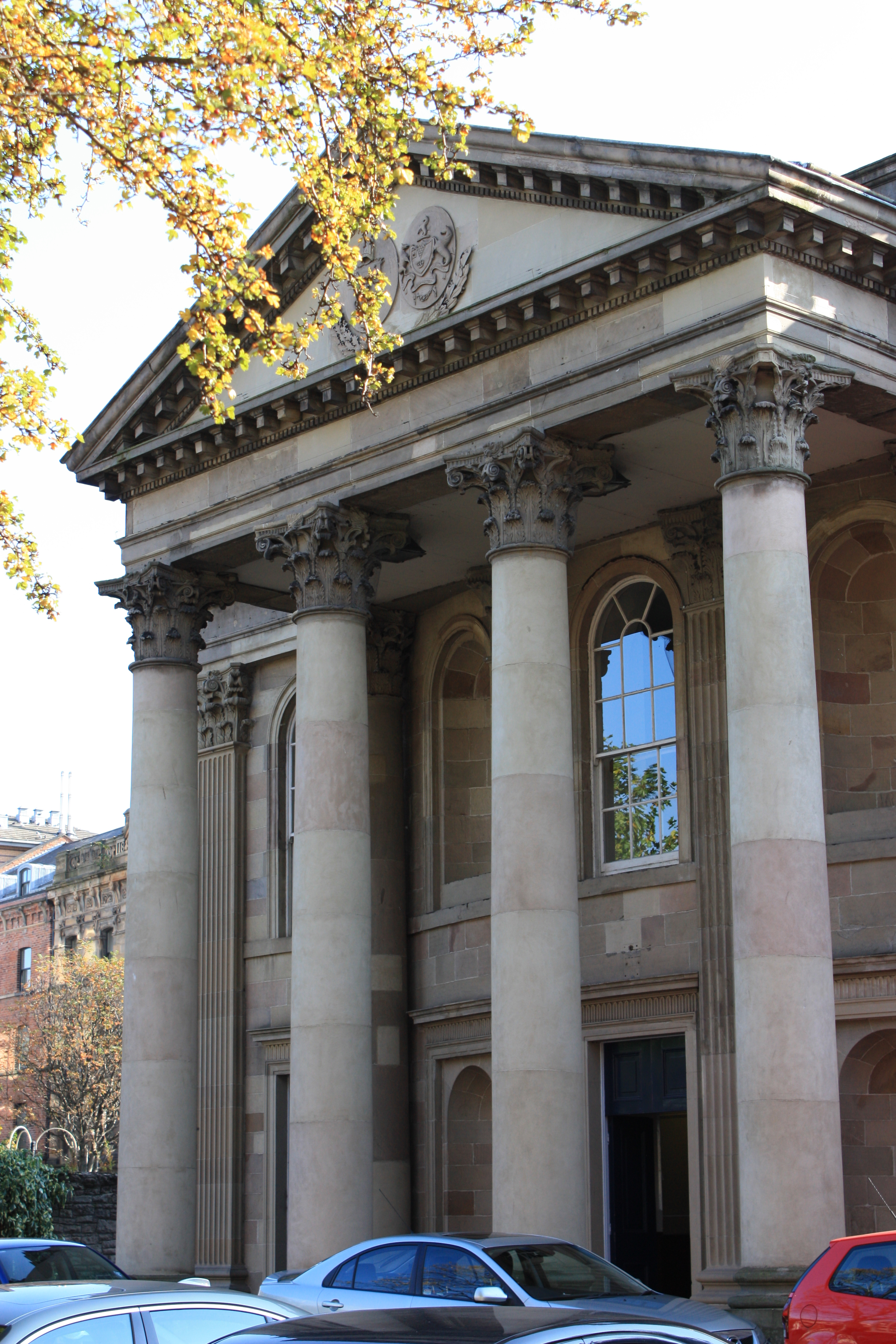
St George's Church, Belfast (1816) John Bowden

## Geboren
januari

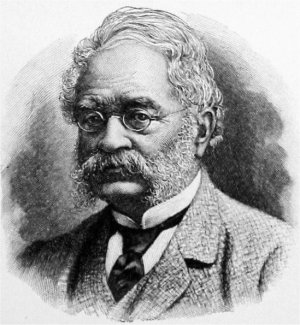
Werner von Siemens

- 6 - August Willem Philip Weitzel, Nederlands minister (overleden 1896)

maart
- 1 - Elisabeth Koning, Nederlands schilderes (overleden 1887)
- 3 - Johan Arthur Kool, Nederlands militair en civiel ingenieur (overleden 1873)

april
- 21 - Charlotte Brontë, Brits schrijfster (overleden 1855)

juni
- 14 - Priscilla Tyler, Amerikaans first lady (overleden 1889)

oktober
- 30 - Gerardus Henri Betz, Nederlands politicus (overleden 1868)

december
- 13 - Ernst Werner von Siemens, Duits uitvinder en industrieel (overleden 1892)
- 29 - Carl Ludwig, Duits fysioloog (overleden 1895)

## Overleden
januari
- 9 - Frederik Willem van Nassau-Weilburg (47), vorst van Nassau-Weilburg
- 30 - Reinier Vinkeles (75), Nederlands tekenaar en graveur

februari
- 14 - Jean Paul Egide Martini (74), Duits-Frans componist en muziekpedagoog

maart
- 24 - Frederik August van Nassau-Usingen (77), hertog van Nassau

april
- 8 - Julie Billiart (64), Frans-Belgisch ordestichteres

juli
- 14 - Francisco de Miranda (66), Zuid-Amerikaans generaal, revolutionair en vrijheidsstrijder
- 20 - Gavrila Derzjavin (73), Russisch dichter

oktober
- 30 - Frederik I, koning van Württemberg (61)